# Задужбина
Задужбина у правном смислу, тј. према Закону о задужбинама, фондацијама и фондовима јесте правно лице без чланова којем је оснивач наменио одређену имовину (основна имовина) ради доброчиног остваривања општекорисног циља или приватног интереса, односно циља који није забрањен Уставом или законом.
У свакодневном говору под задужбином се обично сматра здање или установа изграђена добровољним прилогом једне или више утицајних особа. Свака задужбина има своју посебну намену и циљеве што је одређено вољом задужбинара. Задужбине се оснивају најчешће за заштиту угрожених особа, као и за развој културе и просвете.
И поред тога, назив се очувао и у случају неких задужбина, које нису синоним за неко здање (нпр. Задужбина Андрејевић - издавање стручних књига).

## Етимологија
Некада се говорило и писало задушбина, а то је зграда за нечији спомен, за-душу. Сербски љетопис из 1823.  доноси ту реч: 
...гради задушбине...

## Задужбинарство у Србији
Задужбинарство у Срба има историју која сеже још из средњег века и нарочито је популаризовано крајем 19. и почетком 20. века, да би током комунистичког периода било скоро заборављено. Након демократизације друштва, питање задужбинарства поново добија на значају.